# پیرو، هند
پیرو (به انگلیسی: Piro) یک منطقهٔ مسکونی در هند است که در بخش بوجپور (هند) واقع شده‌است. پیرو ۴۳٬۷۸۵ نفر جمعیت دارد و ۷۲ متر بالاتر از سطح دریا واقع شده‌است.